# Kaltisbäcken
Kaltisbäcken este o arie protejată (arie specială de conservare — SAC, sit de importanță comunitară — SCI) din Suedia întinsă pe o suprafață de 310,8 ha, integral pe uscat.

## Localizare
Centrul sitului Kaltisbäcken este situat la coordonatele 66°41′43″N 20°24′44″E / 66.6953°N 20.4121°E.

## Înființare
Situl Kaltisbäcken a fost declarat sit de importanță comunitară în iulie 2000 pentru a proteja 3 specii de plante. Situl a fost protejat și ca arie specială de conservare în martie 2011.

## Biodiversitate
Situată în ecoregiunea boreală, aria protejată conține 10 habitate naturale: Turbării Aapa, Păduri aluvionare cu Alnus glutinosa și Fraxinus excelsior (Alno-Padion, Alnion incanae, Salicion albae), Mlaștini împădurite, Mlaștini turboase de tranziție și turbării mișcătoare, Lacuri și iazuri distrofice naturale, Roci stâncoase cu vegetație pionieră de Sedo-Scleranthion sau Sedo albi-Veronicion dillenii, Cursuri de apă de la nivel de câmpie la nivel montan, cu vegetație Ranunculion fluitantis și Callitricho-Batrachion, Taiga vestică, Păduri caducifoliate de mlaștină fino-scandinave, Păduri fino-scandinave bogate în ierburi cu Picea abies.
La baza desemnării sitului se află mai multe specii protejate de  plante (3): Calypso bulbosa, Ranunculus lapponicus, ochii-șoricelului (Saxifraga hirculus).